# 長野泰彦
長野 泰彦（ながの やすひこ 1946年 - ）は、日本の言語学者。専攻はチベット・ビルマ語派（特にチベット語とギャロン語）の歴史研究。国立民族学博物館名誉教授。総合研究大学院大学名誉教授。

## 来歴・人物
埼玉県生まれ。東京外国語大学フランス語学科卒業後、東京大学大学院人文科学研究科博士課程中退。1980年にカリフォルニア大学バークレー校大学院（言語学）修了、1983年にPh.D.取得。東洋文庫研究員、カリフォルニア大学バークレー校講師、国立民族学博物館助教授を経て、1995年より同教授・副館長、2005-2008年人間文化研究機構理事、2008年より同民族文化研究部教授。2011年3月末をもって定年退職となり、同名誉教授。2011年4月から2014年3月末まで総合研究大学院大学理事・副学長。第13回金田一京助博士記念賞受賞。

## 主な著作
業績の詳細は下記の外部リンク。

### 単著
- 『嘉戎語文法研究』（汲古書院、2018年）

### 共著
- 『現代チベット語分類辞典』（北村甫との共著・汲古書院、1990年）

### 編著
- 『時間･ことば･認識』（ひつじ書房、1999年）

### 共編著
- 『チベットの言語と文化―北村甫退官記念論文集-』（立川武蔵との共編・冬樹社、1987年）
- 『インド＝複合文化の構造』（井狩弥介との共編・法蔵館書店、1993年）
- 『西藏(チベット)全誌 』（青木文教著・高本康子との共編校訂・芙蓉書房出版、2010年）
- 『チベットの宗教図像と信仰の世界』（森雅秀との共編・風響社、2019年）